# 顺德居
顺德居，位于中国广东省潮州市潮安区赤凤镇白莲村，为潮州市潮安区文物保护单位，类型为古建筑，公布时间为2006年4月。
顺德居的历史年代为清代。